# Tounatea madagascariensis
Tounatea madagascariensis là một loài thực vật có hoa trong họ Đậu. Loài này được (Desv.) Baill. miêu tả khoa học đầu tiên năm 1885.